# Hans Krása
Hans Krása (født 30. november 1899 i Prag – død 17. oktober 1944 i Auschwitz) var en tjekkisk komponist. Som jøde blev han 10. august 1942 af den tyske besættelsesmagt deporteret til Theresienstadt, hvor han var, indtil han blev sendt til Auschwitz. Han er nok mest kendt for operaen Brundibár, som i øvrigt er det kendteste af alle de musikværker, der er forbundet med Theresienstadt.
Hans Krása var medlem af en velhavende familie og kunne tillade sig at leve som en boheme uden at have de store indtægter af sit arbejde. Dette var nok en medvirkende årsag til, at hans musikalske produktion ikke var ret stor.

## Værkliste
- Opera
  - Verlobung im Traum, 1928-1930, efter Dostojevskijs novelle Onkels drøm
  - Brundibár, opera for børn, to udgaver:
    - Prag 1938
    - Theresienstadt 1943
- Andre vokalværker
  - Vier Orchesterlieder op. 1, 1920 efter tekster fra Christian Morgensterns Galgesange
  - Der Schläfer im Tal for dyb stemme og kammerorkester, før 1925
  - Fünf Lieder op. 4 for mellemstemme og klaver, 1926
  - Die Erde ist des Herrn, kantate for soli, kor og orkester, 1931
  - Tre lieder for bariton, klarinet, bratsch og cello, 1943
- Orkesterværker
  - Symfoni for lille orkester, 1923
  - Ouverture for lille orkester, 1943/44
- Kammermusik
  - Strygekvartet, 1921
  - Tema med variationer for strygekvartet, 1935/36
  - Kammermusik for cembalo og 7 instrumenter (4 klarinetter (4. også saxofon), trompet, cello, kontrabas), 1936
  - Dans for strygetrio, 1943
  - Passacaglia og fuga for strygetrio, 1944
- Scenemusik til Mladí ve hre af Adolf Hoffmeister, 1934/35